# 小谷川
小谷川（おたんがわ）は、富山県南砺市五箇山地域を流れる河川の一つで、庄川の支流である。流域は旧平村地域の南東一帯に位置する。

## 概要
小谷川は飛騨境の人形山や三ヶ辻山を源流とする河川であり、東俣と西俣という二つの支流に大きく分かれる。五箇山内の他の河川と同様、小谷川も急流の河川であり、各支流は直角に近い形で東俣・西俣に合流する。
小谷橋の近くにはシナノガキの大木があり、中流から上流にかけてはサワグルミの群落がある。小谷川の最上流部は「黒滝」と呼ばれる瀑布で、イワナもこれ以上遡ることはなく、地元の者でさえ容易に近づけない地域となっている。
小谷川東俣を遡った入谷島という場所からは縄文時代後期のものとみられる石棒・石刀が採集されており、古くよりこのあたりに人が居住していたことを物語る。江戸時代には、小谷川東俣方面は下出村・高草嶺村・中江村・夏焼村の4ヵ村入会山とされていた。また、小谷川は湯谷川・利賀川・百瀬川と並んで木材を流せる水量のある数少ない五箇山内の河川の一つであり、近代までは木材の搬出が行われていた。
小谷川との合流地点から下流の庄川沿岸の諸集落（旧平村東部・利賀村北西部）は、「五ヶ谷」の一つ「小谷地域」と呼称されている。現代においても、小谷企画株式会社や小谷麦屋節保存会などに小谷の名が冠されている。

## 主な支流
- 東俣
- 西俣